# Vetenskapsåret 1768

## Händelser

### Biologi
- Okänt datum -  Caspar Friedrich Wolff börjar publicera  "De Formatione Intestinarum" i Mémoires vid "Kejserliga akademin för konst och vetenskap" (Sankt Petersburg), ett viktigt verk inom embryologin.[1]

### Botanik
- Okänt datum - Bougainvillea klassificeras första gången i Brasilien av Philibert Commerçon, en botaniker som följer med Louis Antoine de Bougainvilles Jorden runt-seling med Franska flottan.[2]

## Pristagare
- Copleymedaljen: Peter Woulfe, irländsk kemist och mineralog

## Födda
- 21 mars - Jean-Baptiste Joseph Fourier (död 1830), fransk matematiker och fysiker.
- 18 juli - Jean-Robert Argand (död 1822), fransk bokhandlare och amatörmatematiker.
- Wang Zhenyi (död 1797), kinesisk astronom.

## Avlidna
- 2 februari - Robert Smith (född 1689), brittisk matematiker och musikteoretiker.
- 15 juni - James Short (född 1710), skotsk matematiker och optiker.
- 2 september - Antoine Deparcieux (född 1703), fransk matematiker.
- 11 september - Joseph-Nicolas Delisle (född 1688), fransk astronom.
- 1 oktober - Robert Simson (född 1687), brittisk matematiker.

### Fotnoter
1. ↑  Petrunkevitch, Alexander (27 februari 1920). ”Russia's Contribution to Science”. Transactions of the Connecticut Academy of Arts and Sciences (New Haven) "23":  s. 235.
2. ↑  ”Genus: Bougainvillea Comm. ex Juss.”. Germplasm Resources Information Network. USA:s jordbruksdepartement. 7 juli 2010. http://www.ars-grin.gov/cgi-bin/npgs/html/genus.pl?1617. Läst 14 december 2010.